# Baetis diablus
Baetis diablus är en dagsländeart som beskrevs av Francis Day 1954. Baetis diablus ingår i släktet Baetis och familjen ådagsländor. Inga underarter finns listade i Catalogue of Life.